# Fraret banyut
El fraret banyut (Fratercula corniculata) és un ocell marí de la família dels àlcids (Alcidae) d'aspecte semblant al seu parent el fraret atlàntic.

## Descripció
L'alçada del fraret banyut adult és d'aproximadament 20 cm, pesa aproximadament 500 g i l'envergadura és d'aproximadament 58 cm. Els frarets banyuts són monomòrfics (el mascle i la femella presenten la mateixa coloració del plomatge). Els ocells sexualment madurs tenen una petita "banya" negra carnosa que s'estén cap amunt des de l'ull, d'on l'animal deriva el nom comú: fraret banyut. Una franja fosca a l'ull s'estén cap enrere des de l'ull cap a l'occípit. Les galtes són blanques, amb una caruncula groga a la base del bec. Les potes i els peus són taronges.
El bec del fraret banyut, que és més gros que el d'altres espècies de frarets, és vermell a la punta i groc a la base. En el plomatge d'estiu (reproducció), la capa externa del bec, la ramfoteca, creix de mida i es torna groc brillant amb una punta taronja fosca. La mida i el color de la ramfoteca ajuden a atraure una parella. Les brillants capes externes de la ramfoteca es desprenen a finals d'estiu, ja que la cara torna a un color gris i negre, i les potes i els peus s'esvaeixen a un color carnós pàl·lid. Aquesta fase es coneix com a plomatge d'eclipsi. El bec del fraret té propietats fluorescents que també s'utilitzen per atraure la parella. Els frarets poden veure els raigs ultraviolats, cosa que els permet detectar luminescència als becs d'altres frarets durant l'exhibició de festeig.
El pollet de fraret banyut té les galtes de color gris fumat i el bec fi i negre de forma triangular. Els peus són rosats o grisencs. L'alçada del juvenil és inferior a la de l'adult en el moment de deixar el niu. Els frarets joves perden les taques facials grisenques durant la primera primavera de vida. El bec adquireix la forma desenvolupada a l'any i continua creixent al llarg dels anys, arribant a la coloració més brillant al cap de cinc anys, el punt de maduresa sexual. El fraret arriba a la mida i pes d'adult en aquest període.

## Distribució i hàbitat
El fraret banyut és relativament comú en tota la seva àrea de distribució. És present a tot l'oceà Pacífic nord, incloent-hi les illes Shumagin del mar de Bering, la costa siberiana, Kamtxatka, Sakhalin i les illes Kurils. A Amèrica del Nord, es troba a les costes occidentals d'Alaska i la Colúmbia Britànica, Haida Gwaii i les illes Aleutianes. Els frarets banyuts també es troben a la rodalia del mar dels Txuktxis i especialment a l'illa de Wrangel. Més rarament, l'espècie viatja fins al Japó i les costes d'Oregon i Califòrnia. No és un ocell migratori, tot i que hiverna mar endins.
Els frarets banyuts viuen entre vessants rocosos i penya-segats escarpats. A diferència d'altres frarets, excaven pocs caus o cap, preferint esquerdes de roca o refugis sota piles de roca per a la seva llar i refugi.
A partir del 2023, durant els darrers anys, s'ha vist com a mínim un fraret banyut passant els mesos d'estiu a Smith Island, Washington, al mar de Salish, juntament amb la població reproductora local de frarets crestats. Els investigadors, amb l'ajuda de diverses empreses comercials d'observació de balenes de la regió, intenten esbrinar si es tracta d'un individu solitari o possiblement d'una parella aparellada. Si és el segon cas, això afegiria un lloc de reproducció per a l'espècie a centenars de quilòmetres de distància dels territoris habituals.

## Reclams
Els frarets banyuts emeten un nombre relativament petit de sons, majoritàriament de baix volum. Aquests sorolls guturals s'identifiquen com parrupar, rugir o grunyir. El so més comú dels frarets se sol transcriure com a “arr-arr-arr”, que s'accelera quan l'animal se sent amenaçat, convertint-se en un “a-gaa-kah-kha-kha”. Aquests sorolls els produeixen més sovint els adults i són similars als brams, descrits com el “so distant d'una motoserra”.
Els sons durant la temporada d'aparellament es poden transcriure com a “op-op-op-op-op”. Aquests sons rarament es fan fora de les èpoques de cria, i els frarets són més tranquils al mar.

## Comportament

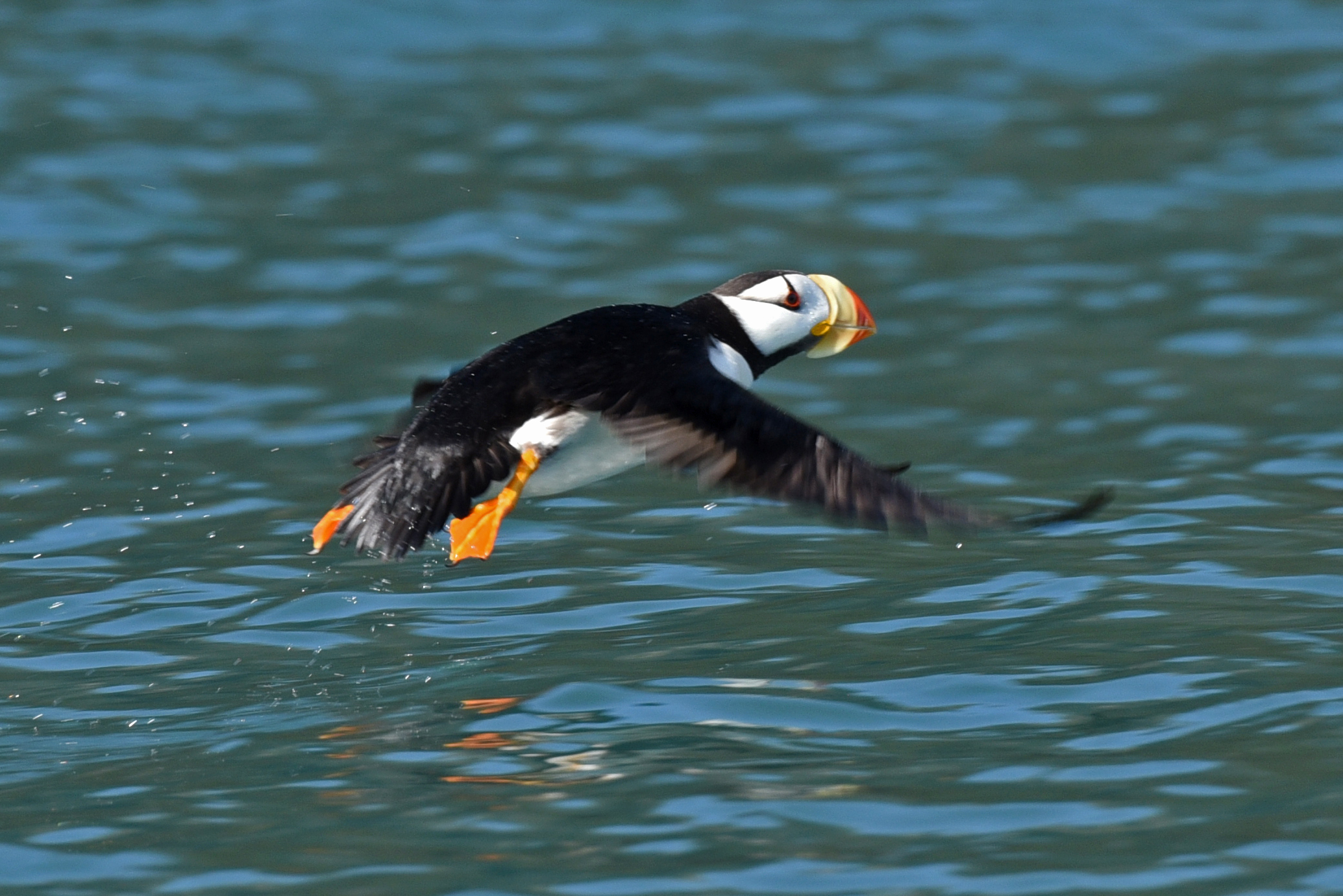
Un fraret banyut volant sobre l'oceà.

### Vol
Per aconseguir volar, els frarets banyuts salten d'un penya-segat per guanyar impuls o corren per l'aigua per assolir la velocitat necessària per a l'enlairament.Els frarets banyuts volen de manera compacta i ràpida, de 10 a 30 metres sobre el nivell del mar. Els batecs d'ales són constants, ràpids i regulars. Volen en grups d'uns dos a quinze individus, viatjant entre zones de nidificació i d'alimentació, de vegades amb frarets crestats o somorgollaries.

### A terra

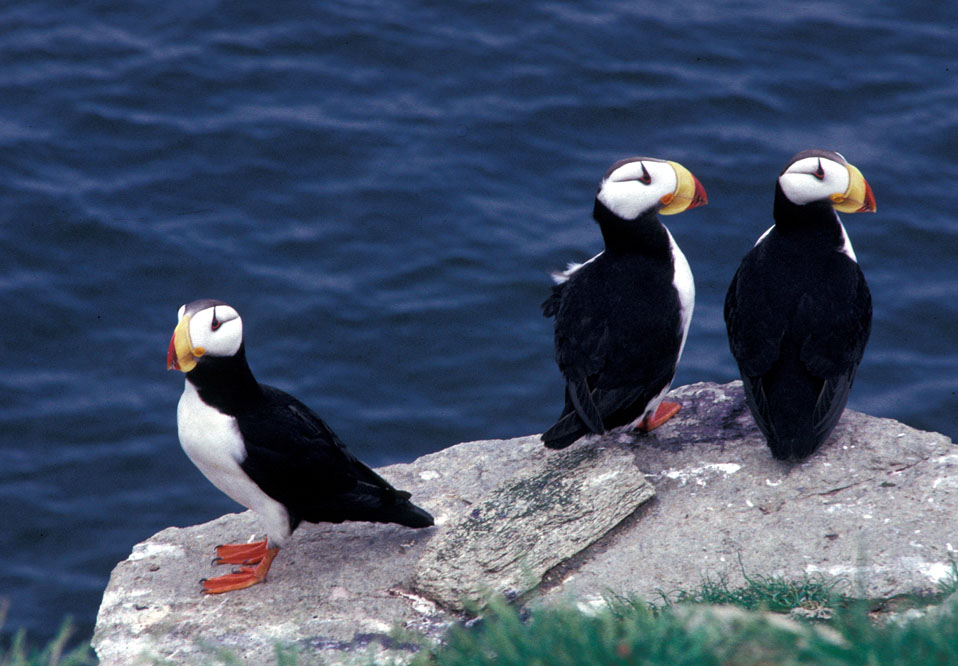
Tres frarets banyuts en un penya-segat a Alaska.

El fraret banyut camina dret, agafant-se a les superfícies rocoses amb les urpes, i puja els penya-segats amb facilitat. La posició normal de carrera es fa sobre sòl de baixa densitat, generalment al voltant d'un forat.
Els frarets banyuts viuen i es reprodueixen en colònies de desenes a milers o més. Volen amb moviments circulars per sobre de la colònia abans d'aterrar, i després adopten una postura dominant o submisa envers altres ocells. El signe de submissió és mantenir breument les potes lleugerament separades i estendre les ales sobre el cap durant uns quatre segons. La demostració dominant del fraret és mantenir el bec obert amb la llengua abaixada (conegut com a "gaping"), amb les plomes del darrere erectes, fent passos al seu lloc mentre es balanceja d'un costat a l'altre. Aquest gest sovint es fa cap a un fraret rival, que pot retrocedir o lluitar amb l'intrús. Durant les baralles, els frarets es piquen els becs i es colpegen amb les ales, i els dos combatents poden caure per un pendent o penya-segat encara immersos en la batalla.

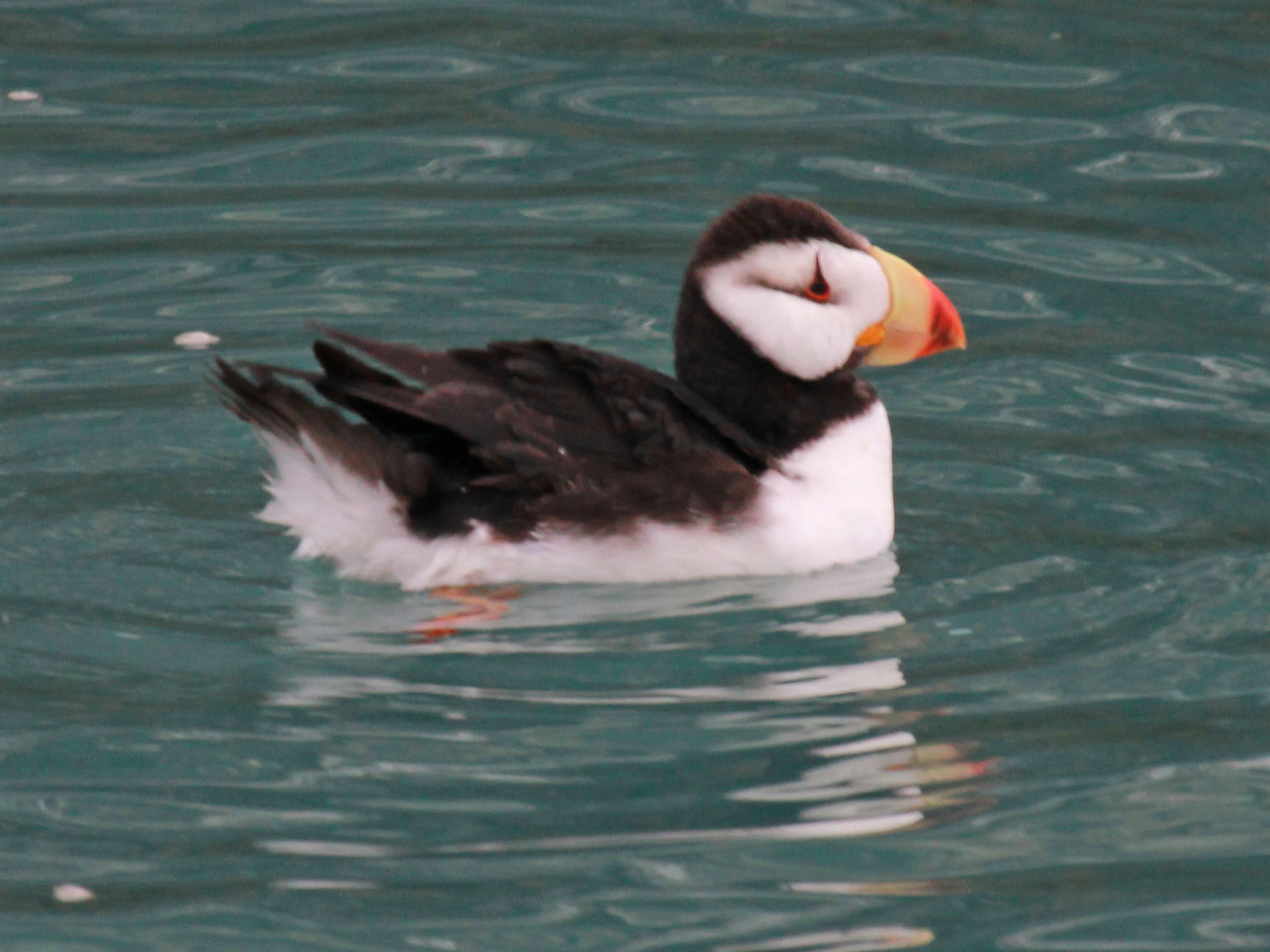
Un fraret banyut flotant a la superfície de l'aigua.

### Al mar
Els frarets banyuts passen la meitat del temps a l'aigua, remant per la superfície amb els peus. Són extremadament àgils sota l'aigua, fins al punt que el moviment es pot anomenar "vol submarí" en lloc de nedar. Les poderoses ales serveixen com a rems i els peus palmats funcionen com a timó. La pressió de l'aigua manté les plomes enganxades al cos, donant al fraret una forma aerodinàmica. Els frarets poden romandre fàcilment més d'un minut sota l'aigua.
Els frarets banyuts tenen un plomatge impermeable, que els permet submergir-se i evita la pèrdua ràpida de calor. Això és possible gràcies a la disposició de plomes i a una glàndula especialitzada prop de la cua anomenada glàndula uropígea. Aquesta segrega un líquid greixós i hidròfob que el fraret estén sobre el plomatge amb el bec, cosa que li permet surar.

### Alimentació i tècniques de caça
Els frarets banyuts adults tenen una dieta força general, ja que s'alimenten de peixos, petits invertebrats, crustacis, cucs poliquets i calamars. També s'alimenten de petites algues i plantes marines.
Per pescar peixos, es submergeixen fins a uns 30 metres de profunditat, perseguint preses que principalment estan a 15 metres de profunditat. El fraret caça més habitualment a primera hora del matí. Es capbussa de cap a l'aigua, mentre vigila un banc de peixos i vigila els depredadors. Un cop detectada la presa, el fraret es capbussa per perseguir-lo. La persecució sol durar entre 20 i 30 segons. Els frarets solen empassar-se diversos peixos petits abans de portar la resta a la colònia. No es prenen el temps de recolocar la presa dins del bec, per no arriscar-se a perdre el menjar.
Les zones de caça solen estar situades força lluny de la costa i del niu. Els frarets banyuts tornen de la caça amb diversos peixos petits, calamars o crustacis agafats als becs especialitzats. Els pollets tenen una dieta menys variada, alimentant-se principalment de trencavits o capel·lí de prop de la costa. Aquests peixos són distribuïts pels pares de dues a sis vegades al dia. A diferència de molts altres ocells marins, que utilitzen la regurgitació per alimentar les cries, els frarets banyuts alimenten els pollets amb peix sencer directament del bec. Tots dos pares participen en l'alimentació i la criança del pollet.

### Reproducció

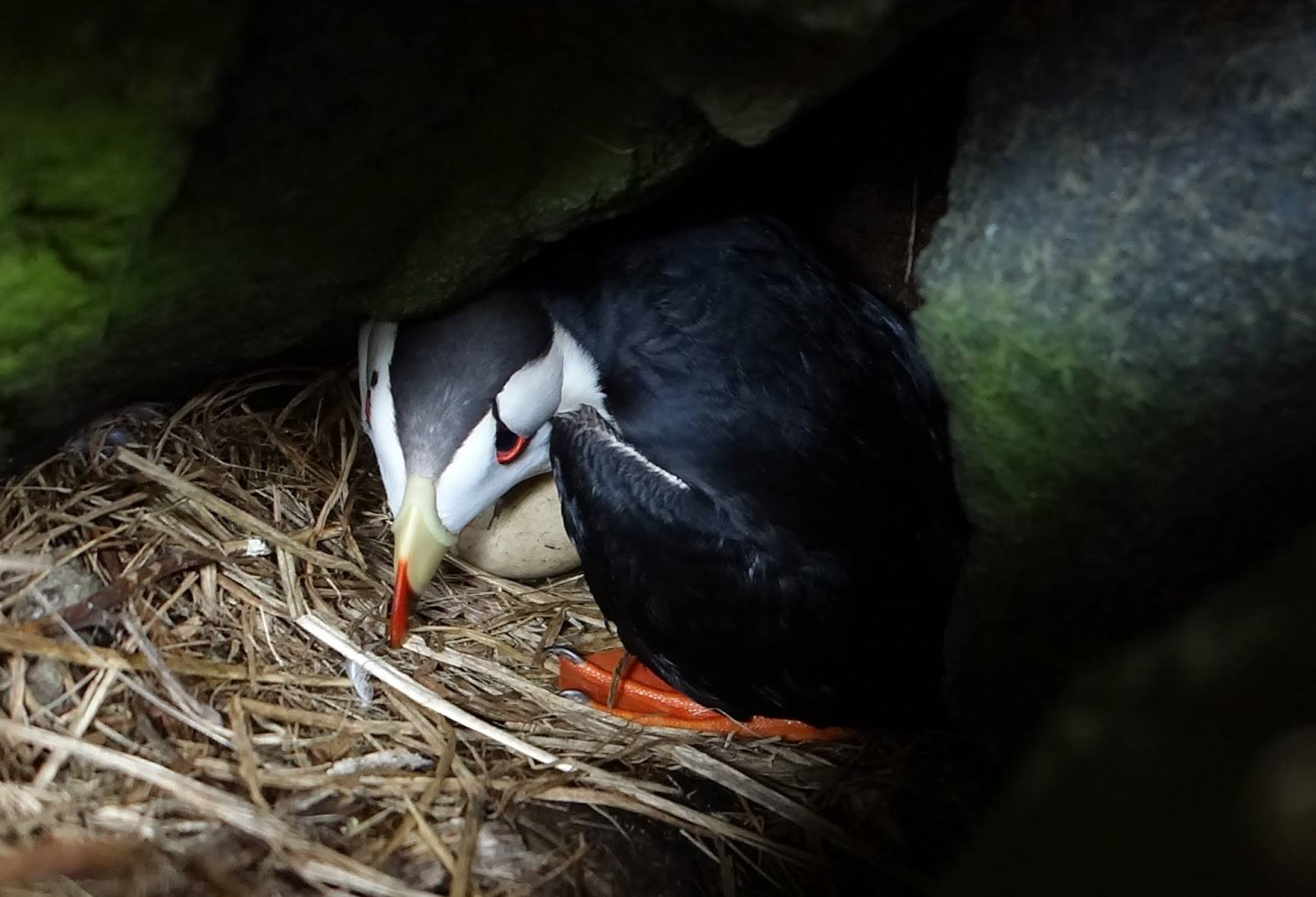
Niu amb ou en una esquerda de roca, illa d'Aiktak, Alaska

El fraret banyut arriba a la maduresa sexual entre els cinc i els set anys, entrant a la temporada de cria entre maig i setembre. Les parelles de fraret banyut són monògames. El festeig comença quan el mascle i la femella neden junts a l'aigua. El mascle fa acte de presència emergint de l'aigua, amb el coll estirat, obrint i tancant el bec mentre sacseja el cap. La femella adopta una postura encorbada amb el coll contret cap a dins, a prop de la superfície de l'aigua. A continuació, fan una pràctica en què els ocells aparellats es toquen els becs. Un lleuger moviment de cap per part d'ambdós confirma que la parella ara s'aparellarà de per vida. El mascle munta la femella per darrere, batent les ales per mantenir l'equilibri. Després d'uns 35 segons d'aparellament, la femella procedeix a submergir-se i tornar a sortir a la superfície. La parella aleshores baten les ales.
Les parelles trien un lloc de nidificació una setmana després d'arribar a la zona de cria, preferint les esquerdes de les roques. Netegen un espai i recullen materials per construir el niu, principalment herba i plomes. Cada parella només pon un ou a l'any. Les parelles de la mateixa colònia solen pondre al mateix temps, però molt rarament això passa durant més d'una setmana. Les glàndules d'emmagatzematge d'esperma de la femella a l'oviducte ajuden a seleccionar els espermatozoides durant la cursa cap a l'òvul.
L'ou és ovalat, de color blanc trencat amb reflexos color lavanda, gris i marró. Tots dos pares es tornen per incubar l'ou durant uns quaranta-un dies i passen quaranta dies més criant el pollet. El pollet abandona el niu sol i a la nit, dirigint-se cap a aigües obertes, es submergeix ràpidament i neda per començar una vida independent.
L'augment de la temperatura de l'oceà ha augmentat la taxa reproductiva del fraret banyut.

## Estat de conservació
El nombre total de frarets banyuts s'estima en 1.200.000. 300.000 es troben a Àsia, mentre que els altres 900.000 es troben a Amèrica del Nord, amb una alta concentració a la península d'Alaska, amb 760.000. A Alaska, gairebé 250.000 frarets es distribueixen en 608 colònies diferents, la més gran de les quals és a l'illa de Suklik. Hi ha uns 92.000 frarets banyuts a les illes Aleutianes, mentre que gairebé 300.000 es troben a les illes i costes del mar d'Okhotsk. El mar de Txuktxi té una colònia de 18.000 frarets al nivell del mar, la més gran de la zona.

## Etimologia
El nom binomial d'aquesta espècie, Fratercula corniculata, prové del llatí medieval «fratercula», que significa “frare”; el plomatge blanc i negre s'assembla a les túniques dels monjos. Corniculata significa en “forma de banya” o “en forma de mitja lluna”, en referència a la banya negra que hi ha per sobre de l'ull de l'ocell.